# Bisaccioides
Bisaccioides es un género de foraminífero bentónico de la familia Bisacciidae, de la superfamilia Planorbulinoidea, del suborden Rotaliina y del orden Rotaliida. Su especie tipo es Bisaccioides cuspatus. Su rango cronoestratigráfico abarca el Holoceno.

## Clasificación
Bisaccioides incluye a las siguientes especies:
- Bisaccioides cuspatus